# Tim Hardaway Jr.
Tim Hardaway Jr., właśc. Timothy Duane Hardaway Jr. (ur. 16 marca 1992 w Miami) – amerykański koszykarz, grający na pozycji niskiego skrzydłowego bądź rzucającego obrońcy. Od 2019 do 2024 był zawodnikiem Dallas Mavericks. Obecnie gra w barwach Detroit Pistons. 
Jego ojcem jest Tim Hardaway, pięciokrotny uczestnik spotkań gwiazd NBA, wybierany pięciokrotnie do składów najlepszych zawodników ligi, mistrz olimpijski.
Pod koniec czerwca 2015 trafił w wyniku wymiany do zespołu Atlanty Hawks. 8 lipca 2017 został zawodnikiem New York Knicks.
31 stycznia 2019 trafił w wyniku wymiany do Dallas Mavericks.
28 czerwca 2024 r. w wyniku wymiany za Quentina Grimesa stał się zawodnikiem Detroit Pistons. 

## Osiągnięcia
Stan na 1 lutego 2019, na podstawie, o ile nie zaznaczono inaczej.
NCAA
- Finalista NCAA (2013)[9]
- Uczestnik turnieju NCAA (2011–2013)
- Mistrz sezonu regularnego konferencji Big 10 (2012)
- Most Outstanding Player (MOP=MVP) turnieju NIT Season Tip-Off (2013)
- Wybrany do:
  - I składu:
    - Big Ten (2013)[10]
    - najlepszych zawodników pierwszorocznych Big Ten (2011)[10]
    - turnieju:
      - Maui Invitational (2012)
      - NIT Season Tip-Off (2013)

  - III składu Big Ten (2012)[10]
  - składu All-Big Ten honorable mention (2011)

NBA
- Wybrany do:
  - I składu debiutantów NBA (2014)[11]
  - II skład letnie ligi NBA (2014)
- Uczestnik Rising Stars Challenge (2014)

Reprezentacja
- Uczestnik mistrzostw świata U–19 (2011 – 5. miejsce)[12]